# Шведский совет по вопросам сельского хозяйства
Шведский совет по сельскому хозяйству (официально Национальный совет по сельскому хозяйству) — шведский административный орган в области сельского хозяйства и связанного с ним развития сельских районов, задачей которого является работа по обеспечению устойчивого развития, благополучия животных, динамичного и конкурентоспособного сектора бизнеса по всей стране и производства продуктов питания, приносящих пользу потребителям. С 1 января 2023 года совет подчиняется Министерству сельских дел и инфраструктуры.
Шведский совет по сельскому хозяйству был создан в 1991 году, и расположен в Йёнчёпинге. В число задач входят администрирование программы Европейского Союза по развитию сельских районов (включая поддержку сельского хозяйства) и рыночной поддержки, общее руководство районными ветеринарами, разработка решений в области благополучия животных, борьбы с болезнями и защиты сортов растений, сертификация семян и контроль за производителями и импортёрами пестицидов. Шведский совет по сельскому хозяйству также отвечает за некоторые вопросы, связанные с рыболовством и аквакультурой.
С 1 октября 2022 года этот орган стал органом реагирования на чрезвычайные ситуации и войдет в сектор реагирования на чрезвычайные ситуации в сфере снабжения продовольствием и питьевой водой, которым руководит Национальное управление по продовольствию Швеции.

## Сборник обязательных документов Шведского совета по сельскому хозяйству
Сборник обязательных документов Шведского национального совета по сельскому хозяйству (SJVFS) содержит:
- правила, которые являются обязательными, и общие рекомендации, которые носят рекомендательный характер,
- правила и общие рекомендации Шведского управления по защите животных, действие которых было прекращено 30 июня 2007 года (DFS).

## Генеральные директора
- Сванте Энглунд 1991–1998 гг.
- Ингбрит Ирхаммар 1998–2001 гг.
- Матс Перссон 2001–2012 гг. (исполняющий обязанности 2001–2003 гг.)
- Лейф Деннеберг 2012–2018 гг.
- Кристина Нордин 2018–2025[5][6]

## Деятельность
В Швеции действуют пять центров защиты растений, где консультанты по защите растений и специалисты по экологии предоставляют консультации по устойчивому использованию средств защиты растений, борьбе с сорняками и вредителями сельскохозяйственных культур, культур открытого грунта, фруктов, ягод и теплицы.

## Задачи Шведского совета по сельского хозяйства во время войны
Шведский совет по сельскому хозяйству является важным звеном в общей обороне Швеции и отвечает за обеспечение надёжного производства и поставок продовольствия в мирное время, во время кризисов и войн.
В условиях кризиса или социальных потрясений продовольственное снабжение должно быть функционирующим. Как основной производитель, важно помнить, что Шведский совет по сельскому хозяйству несёт особую ответственность в некоторых областях. Под социальным потрясением подразумеваются серьёзные события, которые могут представлять угрозу и наносить вред обществу. К ним относятся вспышки инфекционных заболеваний животных, несчастные случаи, аномальные погодные условия, террористические акты и войны.
Шведский совет по сельскому хозяйству несёт особую ответственность за социальные потрясения в трёх областях: серьёзные, заразные болезни животных, загрязнённые корма для животных и нападения на растения так называемых карантинных вредителей. В случае возникновения каких-либо инцидентов в этих областях Шведский совет по сельскому хозяйству должен оперативно задействовать кризисную организацию, которая руководит и координирует работу по устранению последствий инцидента.
В случае возникновения других социальных потрясений, которые могут повлиять на сельское хозяйство, Шведский совет по сельскому хозяйству выпускает рекомендации и предоставляет консультации. Это применимо, например, к экстремальным погодным явлениям, а также в случаях необходимости эвакуации животных или попадания радиоактивных веществ на сельскохозяйственные угодья.
Шведский совет по сельскому хозяйству находится в режиме ожидания 24 часа в сутки, круглый год, чтобы сотрудничать с другими субъектами для смягчения последствий социальных потрясений. В качестве органа на случай непредвиденных обстоятельств Совет сельского хозяйства Швеции должен иметь возможность адаптироваться, сотрудничать с другими и, при необходимости, создать специальный антикризисный орган.